# Trembling Before G-d
Trembling Befor G-d è un film documentario del 2001, diretto da Sandi Simcha DuBowski.
Incentrato sul tema dell'omosessualità nell'ebraismo ortodosso, seguendo le vicende di alcuni omosessuali e lesbiche che cercano di coniugare il proprio orientamento sessuale con la propria fede.
Uscito dopo sei anni di realizzazione, DuBowski mette all'interno dell'opera il suo punto di vista di ebreo conservatore, cresciuto nella società americana, al confronto con le linee religiose ortodosse.
Il film ha vinto diversi premi, tra cui un Teddy Award per il Miglior Documentario al festival internazionale del cinema di Berlino del 2001, Miglior Documentario all'edizione 2001 del Chicago International Film Festival e i GLAAD Media Awards del 2003.